# Botnfjellet
Das Botnfjellet  (norwegisch sinngemäß für Talkesselberg) ist ein 2750 m hoher Berg, der die nordöstliche und östliche Wand des Talkessels des Livdebotnen im Alexander-von-Humboldt-Gebirge des ostantarktischen Königin-Maud-Lands bildet.
Entdeckt und fotografiert wurde er bei der Deutschen Antarktischen Expedition (1938–1939) unter der Leitung Alfred Ritschers. Kartografisch erfasst wurde er mittels Luftaufnahmen und Vermessungsarbeiten bei der Dritten Norwegischen Antarktisexpedition (1956–1960).